# (85) Io
(85) Io – planetoida z pasa głównego planetoid.

## Odkrycie
Została odkryta 19 września 1865 roku w Clinton położonym w hrabstwie Oneida w stanie Nowy Jork przez Christiana Petersa. Nazwa planetoidy pochodzi od Io, nimfy w mitologii greckiej. Io to również nazwa jednego z księżyców Jowisza.

## Orbita
(85) Io okrąża Słońce w ciągu 4 lat i 118 dni w średniej odległości 2,65 j.a. Planetoida należy do rodziny planetoidy Eunomia.